# Residenza Nuova
La Residenza Nuova, in tedesco Neue Residenz, è l'antico palazzo dei principi-vescovi dell città bavarese di Bamberga, in Germania.
Sorge nella Domplatz, la Piazza del Duomo, e rappresenta uno degli edifici barocchi più belli della città.
Oggi ospita la Biblioteca di Stato di Bamberga (Staatsbibliothek Bamberg) e la Galleria di Stato (Staatsgalerie Bamberg), e un'importante pinacoteca.

## Storia e descrizione

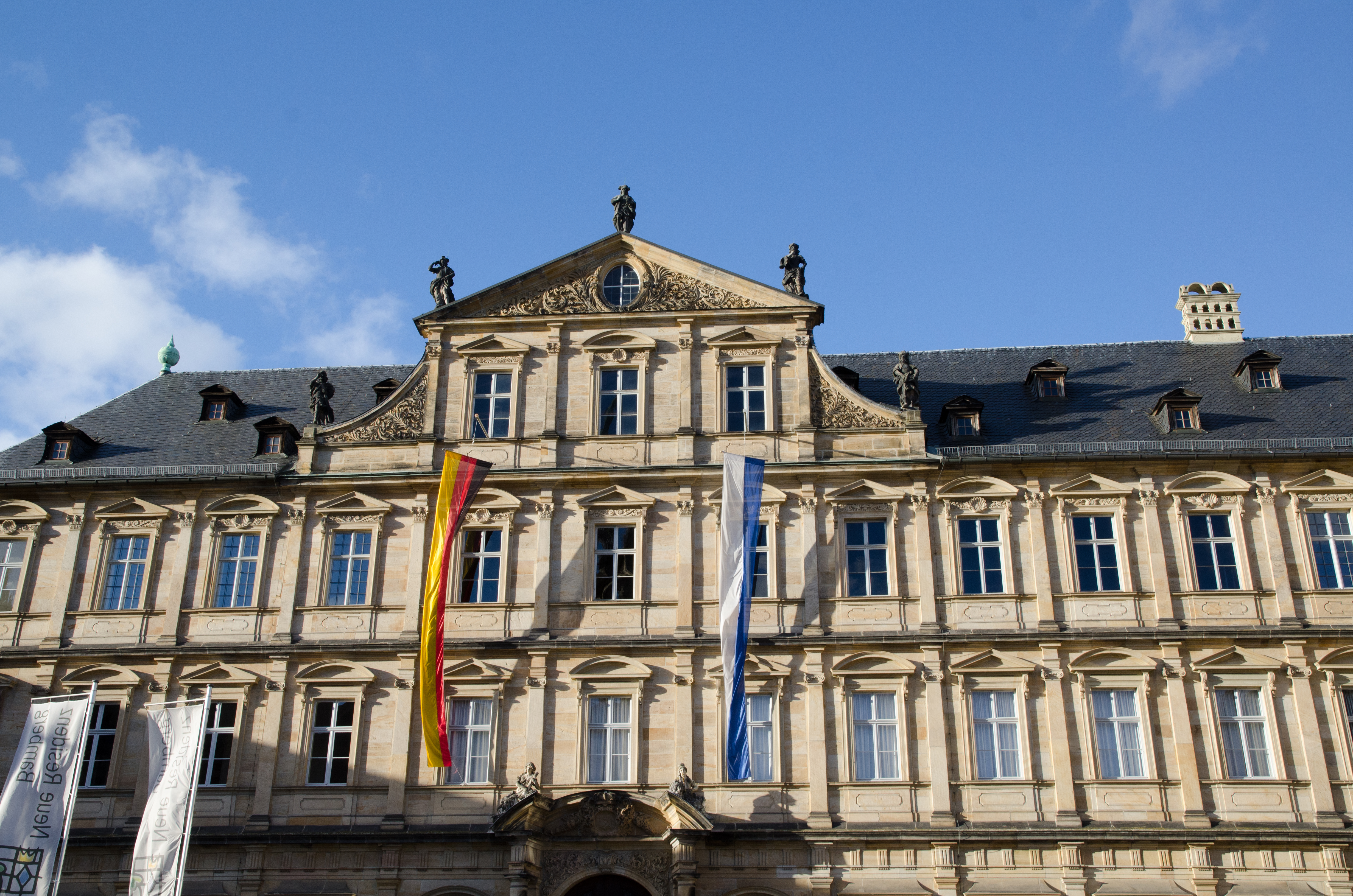
Particolare della facciata principale.

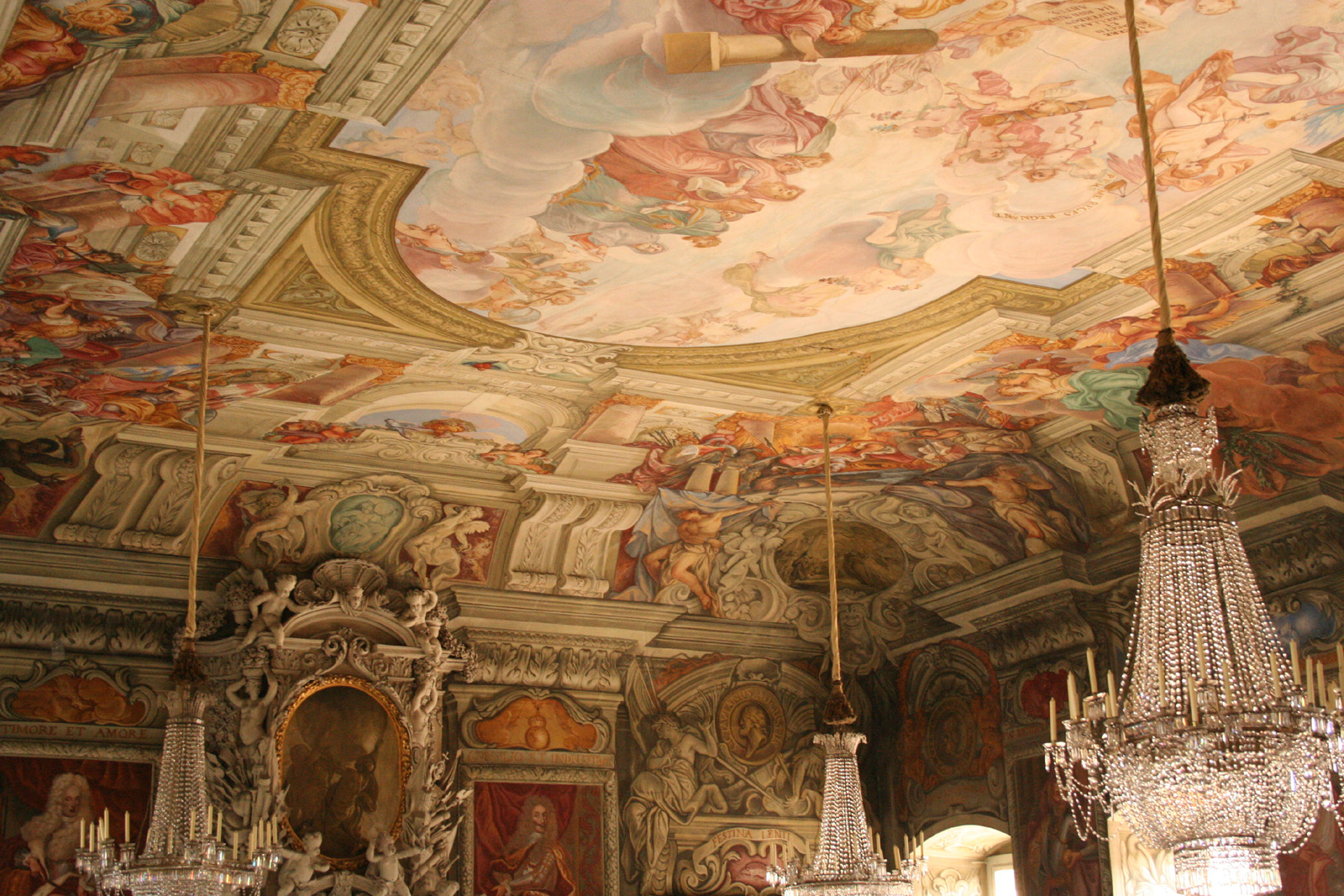
La Kaisersaal.

Nel 1602 il principe-vescovo Johann Philipp von Gebsattel decise di intraprendere la costruzione di una nuova residenza arcivescovile. I lavori iniziarono nel 1608 con la costruzione delle due ali rinascimentali lungo Obere Karolinenstraße.
Nel 1697 l'ambizioso arcivescovo Lothar Franz von Schönborn decise di ampliare notevolmente l'edificio, facendolo avanzare verso la Domplatz. Affidò il cantiere all'architetto Leonhard Dientzenhofer che realizzò le altre due ali in un fastoso stile barocco, terminandole nel 1703. La Residenza Nuova conta una quarantina di saloni di rappresentanza, fra cui spiccano la Marmorsaal, "Sala di Marmo", la Spiegelgalerie, "Galleria degli Specchi" e la grande Kaisersaal, "Sala dell'Imperatore" con soffitto affrescato con un trompe-l'œil raffigurante imperatori romani e antiche civilizzazioni. La sontuosa decorazione interna venne eseguita nella prima metà del '700 da Johann Jakob Vogel e Antonio Giuseppe Bossi per gli stucchi; e da Melchior Michael Steidl per gli affreschi.
Dal 1803 divenne residenza reale fino alla conquista napoleonica. Infatti con la Battaglia di Austerlitz del 1805 Napoleone annetté la Baviera. Nel 1809, in seguito alla vittoria riportata nella Battaglia di Wagram, Napoleone nominò Principe di Wagram il fidato maresciallo Louis Alexandre Berthier, che ricevette fra l'altro la Nuova Residenza di Bamberga. Con la capitolazione di Napoleone, Berthier passò al seguito del re Luigi XVIII di Francia e fece ritorno a Bamberga. Ma dopo aver appreso la notizia della fuga di Napoleone dall'Elba, il 1º giugno 1815, Berthier si gettò da una finestra del terzo piano della Nuova Residenza e morì. Una lapide commemora l'evento.
In seguito al colpo di stato del 1862 il re Ottone I di Grecia venne spodestato e costretto, con sua moglie Amalia di Oldenburg, all'esilio. Risiedettero nel palazzo dove Ottone I si spense nel 1867 e sua moglie nel 1875.
Nel 1919 si installano nel palazzo il governo dello Stato di Baviera con il ministro presidente Johannes Hoffmann, e il Landtag della Baviera, che adottarono la costituzione democratica bavarese nella Galleria degli Specchi.

## Staatsgalerie
La Galleria di Stato della Residenza Nuova è un ramo secondario della Bayerische Staatsgemäldesammlungen, "Pinacoteca di Stato Bavarese" . Tra i più famosi dipinti della collezione figurano il Diluvio di Hans Baldung Grien (1516); il Sacrificio d'Isacco (1530) e la Lucrezia (1538) di Lucas Cranach il Vecchio.

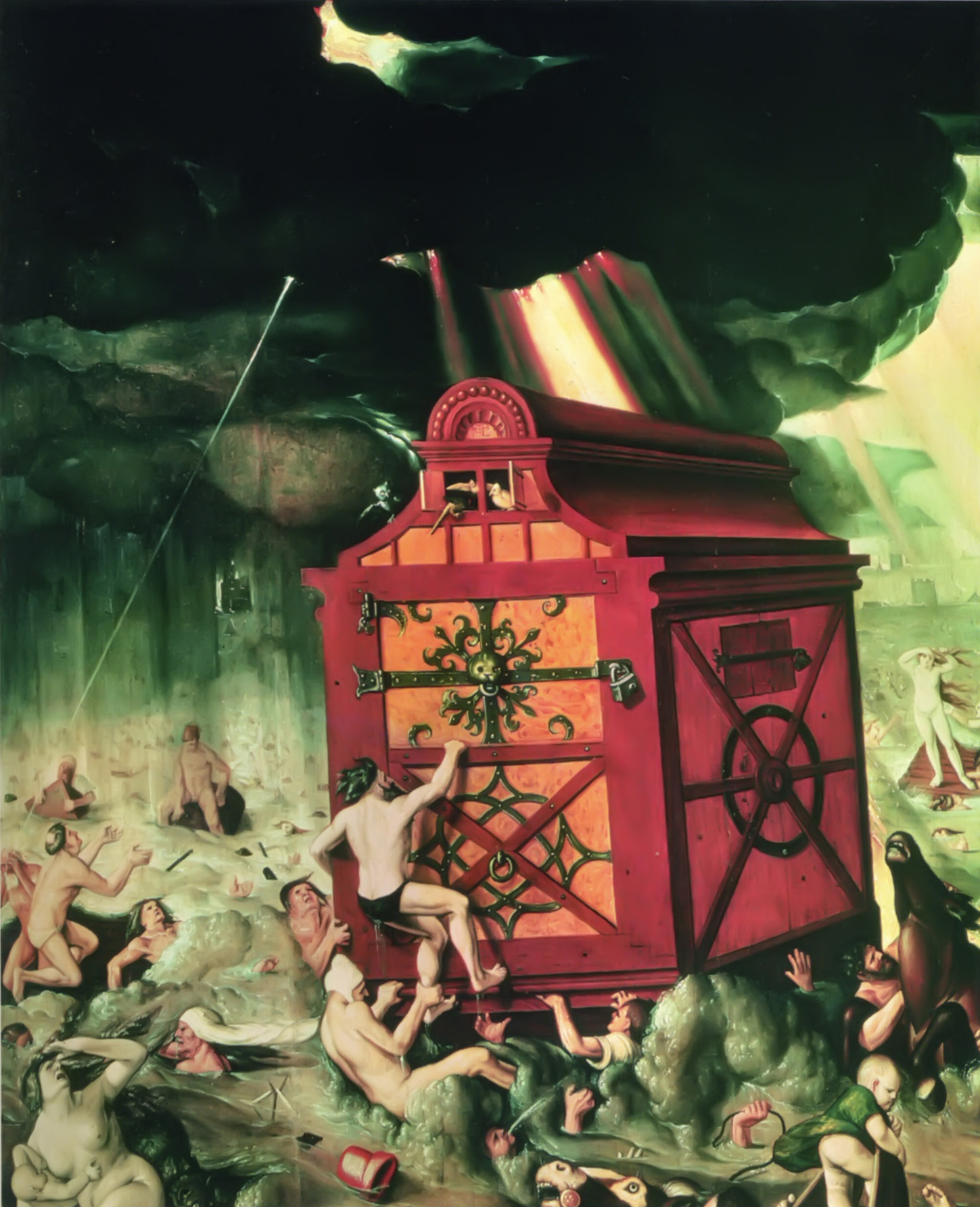
Il Diluvio di Hans Baldung Grien
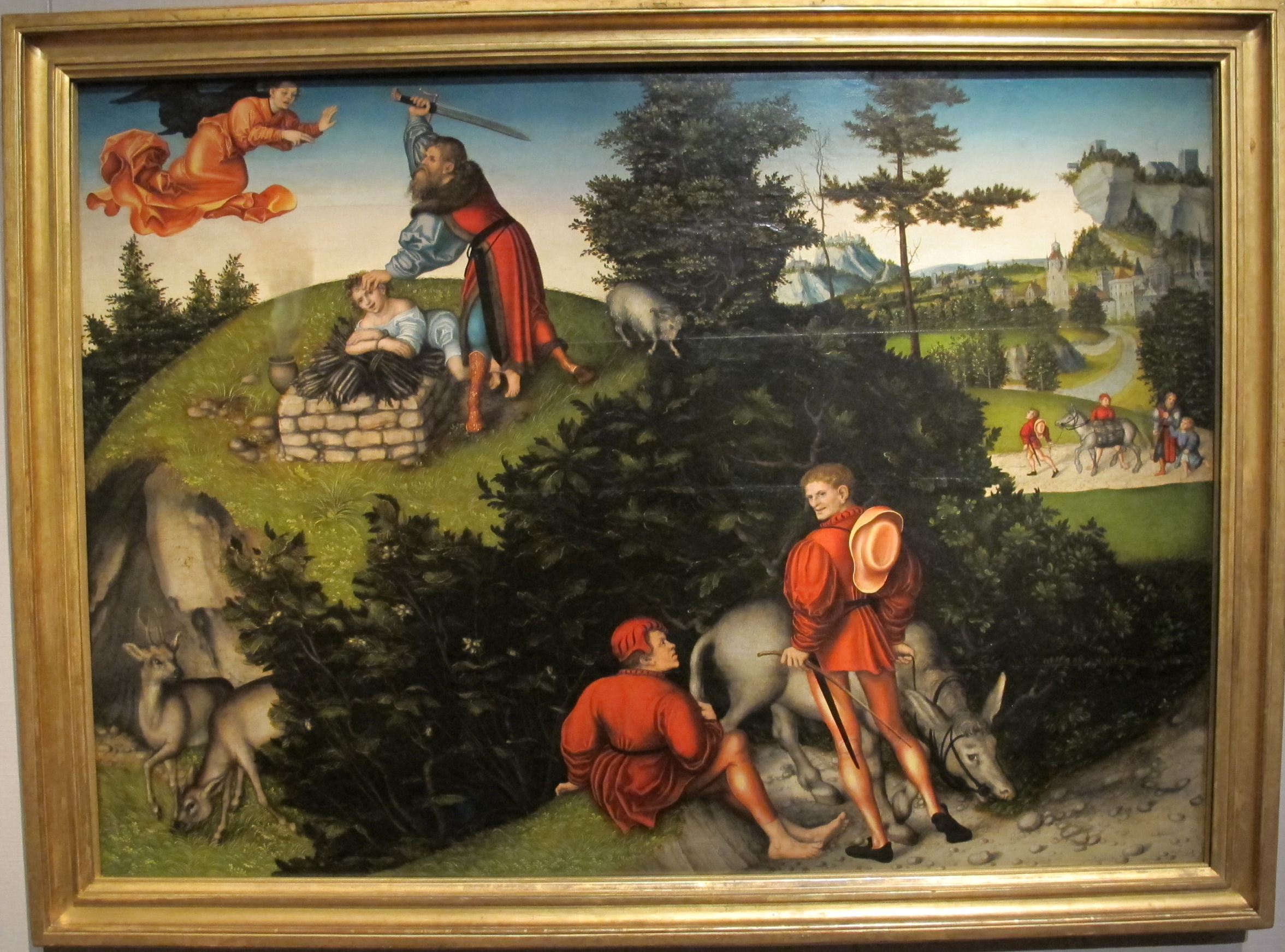
Il Sacrificio d'Isacco di Lucas Cranach il Vecchio
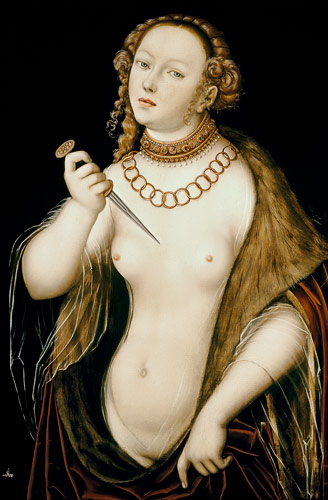
Lucrezia di Lucas Cranach il Vecchio

## Roseto
Nel XVI secolo vi era stato impiantato un giardino rinascimentale che venne poi trasformato in giardino barocco alla francese nel 1733 per volere del principe-vescovo Friedrich Karl von Schönborn secondo i disegni di Johann Balthasar Neumann. Johann Jakob Michael Küchel vi costruì un padiglione rococò ora destinato a sala da tè-bar e nel 1760-61 Ferdinand Tietz scolpì le statue ispirate all'antichità e a temi mitologici.
Più di 4500 rosai ornano il giardino, circondato da una terrazza da cui si vede il panorama sulla città di Bamberga.